# 罗伯特·林赛
罗伯特·林赛（英語：Robert Lindsay，1890年4月18日—1958年10月21日），英国男子田径运动员，主攻短跑。他曾代表英国参加1920年夏季奥林匹克运动会田径比赛，获得男子4×400米接力金牌。